# Мбарара
Мбарара (англ. Mbarara) — город в Уганде, расположен в Западной области и является административным центром одноимённого округа.

## Географическое положение
Высота центра НП составляет 1436 метров над уровнем моря.

## Демография
Население города по годам:
| 1969   | 1982   | 1991   | 2002   | 2010   |
| ------ | ------ | ------ | ------ | ------ |
| 16 078 | 23 255 | 41 031 | 69 208 | 91 867 |

## Транспорт
Через Мбарару проходит транс-африканский автодорожный маршрут  шоссе Лагос-Момбаса.